# Кантор, Роман Сергеевич
Роман Сергеевич Кантор (род. 29 апреля 1984, Находка, Приморский край) — российский сценарист, режиссёр и продюсер.

## Биография
В 2006 году окончил кафедру экономической журналистики и рекламы факультета журналистики МГУ, учился на сценарных курсах в Праге.
В 2008 году окончил Международную школу кино и телевидения EICAR в Париже.
Дипломный фильм «Time Off» (2009) участвовал в программе четырёх международных кинофестивалей и получил приз за лучший сценарий на фестивале «АРТкино».
Сериал «Эпидемия» и художественный фильм «Серебряные коньки» по сценарию Кантора были приобретены компанией Netflix, оба проекта входили в топ-10 платформы по просмотрам.
Автор подкаста о сценарном деле и киноиндустрии «Поэпизодный клан».
В 2022 году вошёл в состав жюри международного фестиваля веб-сериалов REALIST Web Series Weekend.

## Семья
Жена — музыкант Надежда Грицкевич, солистка группы «Наадя».

## Фильмография

### Сценарист
- 2016 — Хороший мальчик
- 2017 — Про любовь. Только для взрослых
- 2018 — СуперБобровы. Народные мстители
- 2019 — Эпидемия
- 2019 — Мёртвое озеро
- 2019 — Дневное удовольствие (к/м)
- 2020 — Серебряные коньки
- 2022 — Эпидемия 2
- 2022 — Аврора
- 2022 — Рождение империи
- 2023 — Анна К
- 2024 — Мастер и Маргарита
- 2024 — Ненормальный

### Продюсер
- 2022 — Эпидемия 2
- 2023 — Анна К

## Награды
- 2022 — премия «Золотой орел» за лучший сценарий («Серебряные коньки»)[9]